# Lupparia majuscula
Lupparia majuscula är en kackerlacksart som först beskrevs av Walker, F. 1869.  Lupparia majuscula ingår i släktet Lupparia och familjen småkackerlackor.
Artens utbredningsområde är Thailand. Inga underarter finns listade i Catalogue of Life.